# Lisa Aschan
Pour les articles homonymes, voir Aschan.
Lisa Aschan, née le 28 février 1978 dans la commune de Båstad en Suède, est une réalisatrice et scénariste suédoise.

## Filmographie
| année | film                 | réalisatrice | scénariste | notes         |
| ----- | -------------------- | ------------ | ---------- | ------------- |
| 2005  | In transit           | Oui          | Oui        | court métrage |
| 2009  | Thea & Leoparden     | Oui          | Oui        | mini-série    |
| 2011  | Apflickorna          | Oui          | Oui        | long métrage  |
| 2015  | Det vita folket (sv) | Oui          | Oui        | long métrage  |
| 2018  | Guds tystnad         | Oui          | Oui        | court métrage |